# Hozići (Federacja Bośni i Hercegowiny)
Hozići – wieś w Bośni i Hercegowinie, w Federacji Bośni i Hercegowiny, w kantonie dziesiątym, w gminie Glamoč. W 2013 roku liczyła 39 mieszkańców, z czego większość stanowili Boszniacy.